# La Tour-en-Jarez
La Tour-en-Jarez ist eine französische Gemeinde mit 1.484 Einwohnern (Stand: 1. Januar 2022) im Département Loire in der Region Auvergne-Rhône-Alpes. Sie gehört zum Arrondissement Saint-Étienne und zum Kanton Sorbiers. Die Einwohner werden Tourangeois genannt.

## Geografie
Die Gemeinde La Tour-en-Jarez liegt etwa fünf Kilometer nördlich des Stadtzentrums von Saint-Étienne am Fluss Furan. Umgeben wird La Tour-en-Jarez von den Nachbargemeinden Saint-Héand im Norden, Sorbiers im Nordosten und Osten, La Talaudière im Osten, Saint-Étienne im Süden, Saint-Priest-en-Jarez im Südwesten sowie L’Étrat im Westen. Durch die Gemeinde führt die frühere RN 498 (D1498).

## Bevölkerungsentwicklung
| Jahr                       | 1962 | 1968 | 1975 | 1982 | 1990 | 1999 | 2006 | 2012 | 2022 |
| -------------------------- | ---- | ---- | ---- | ---- | ---- | ---- | ---- | ---- | ---- |
| Einwohner                  | 610  | 639  | 883  | 1042 | 1123 | 1163 | 1233 | 1462 | 1484 |
| Quellen: Cassini und INSEE |      |      |      |      |      |      |      |      |      |

## Sehenswürdigkeiten
- Kirche Saint-Julien
- Kapelle Saint-Roch

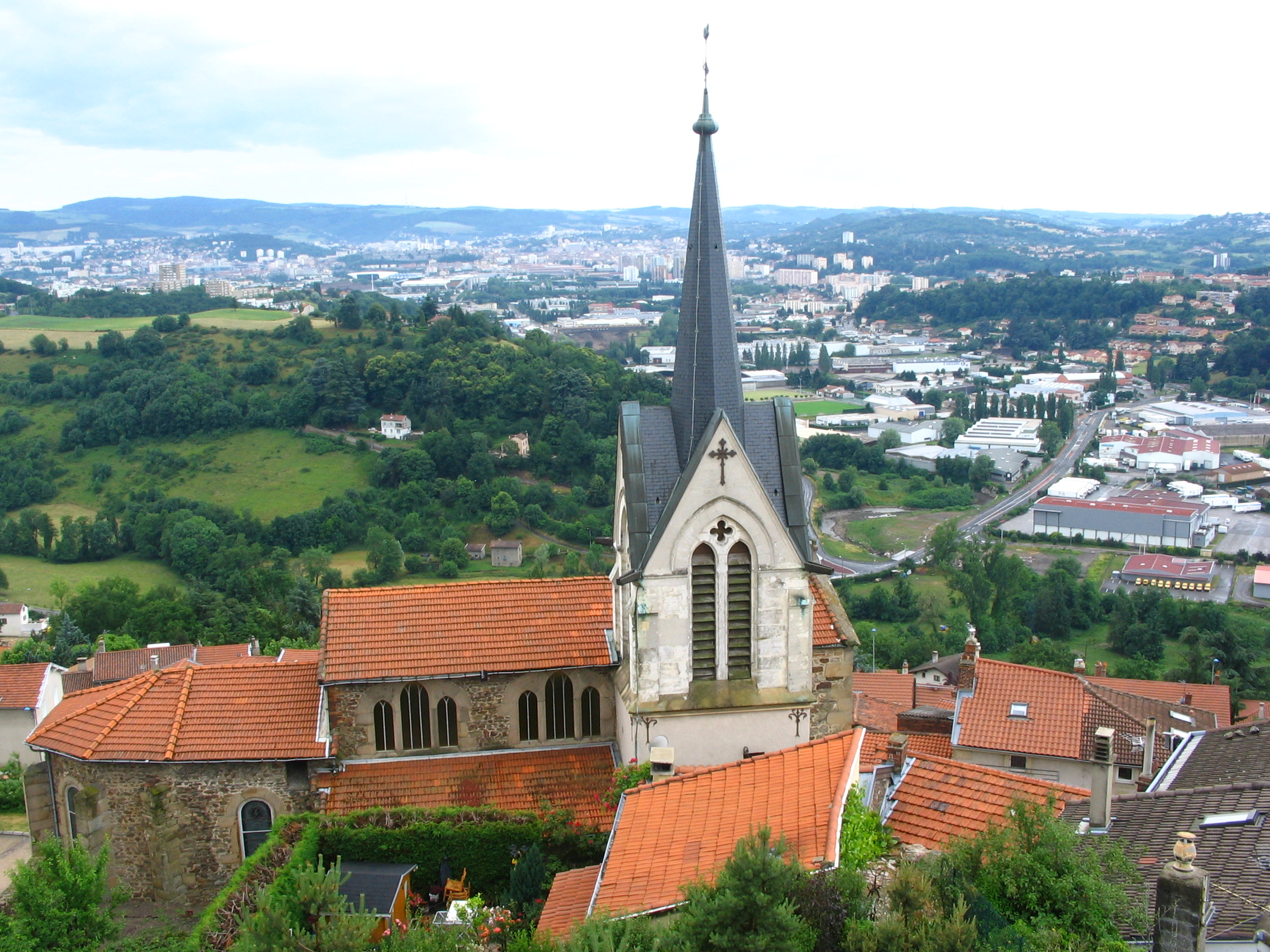
Blick auf La Tour-en-Jarez mit der Kirche Saint-Julien
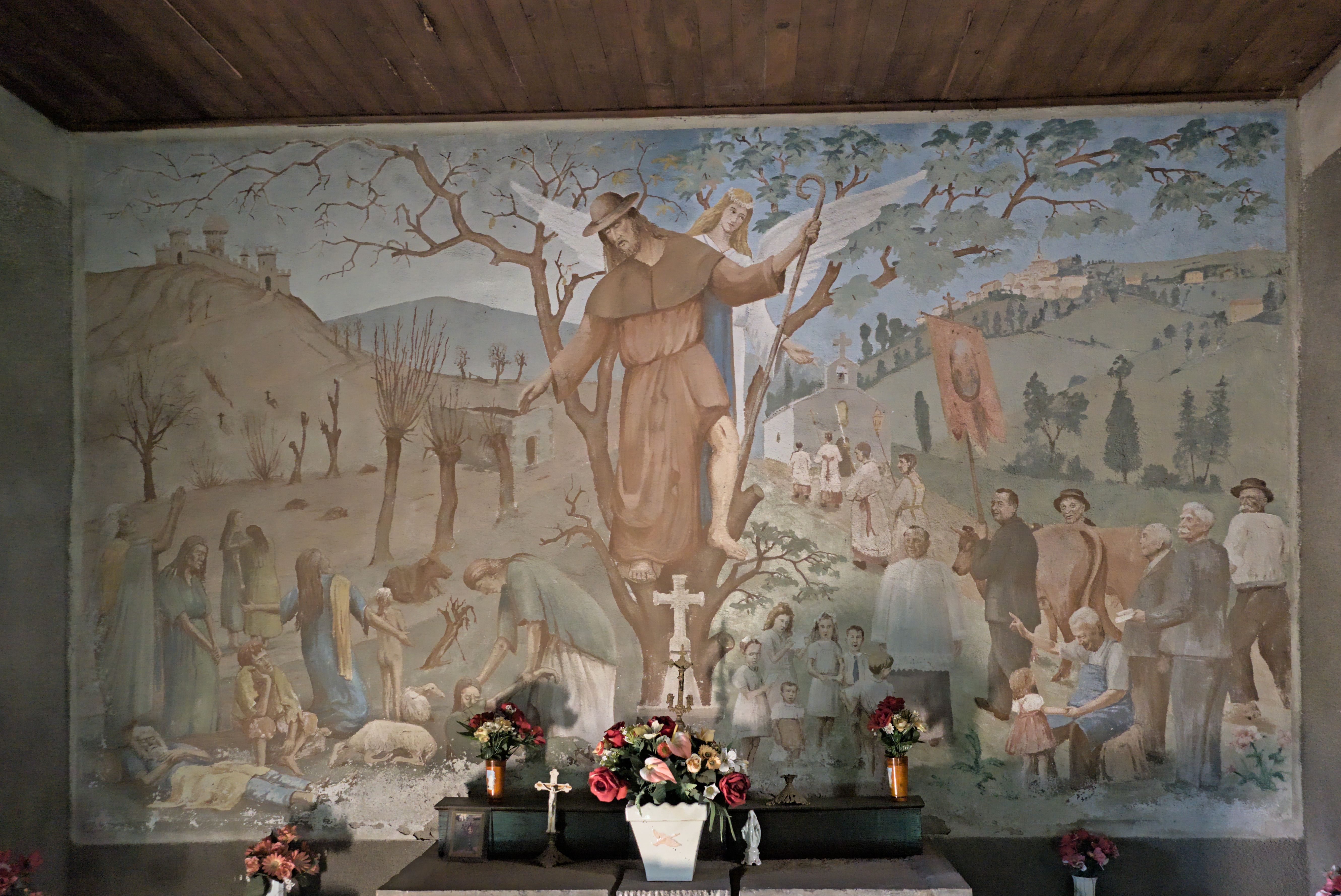
Gemälde einer Pest-Prozession in der Kapelle Saint-Roch

## Gemeindepartnerschaft
Mit der deutschen Gemeinde Vörstetten in Baden-Württemberg besteht (gemeinsam mit L’Étrat) eine Partnerschaft.